# رشيد قسنطيني
رشيد بلخضر المعروف باسم رشيد قسنطينيي، مطرب وشاعر جزائري مولود يوم 11 نوفمبر 1887 بحي القصبة بالجزائر العاصمةتوفي في 13 يوليو 1944.

## حياته
دخل المدرسة الابتدائية وانقطع عن الدراسة ليعمل نجارا إلى جانب والده ثم هاجر إلى فرنسا في بداية الحرب العالمية الأولى ليعيل عائلته، اشتغل هناك عدة سنوات ليعود إلى الجزائر سنة 1925، في نفس السنة كان اللقاء التاريخي مع الممثل علالو، الذي أعجب به حيث قال عنه أنه كان مضحكا بالفطرة ومسليا، فأقنعه بالعمل معه في فرقة الزاهية، شارك في أول مسرحية «زواج بوعقلين» التي حققت نجاحا كبيرا، ثم في ست لوحات مقتبسة من «ألف ليلة وليلة» وخلال سنة 1927 تأسست فرقة جديدة تدعى «فرقة الجزائر» مكونة من رشيد قسنطيني، وجلول باش جراح وبعض الهواة.

### كما ألف ومثل أكثر من ثلاثين عملا مسرحيا منها
- العهد الوفي
- بني كوجو
- بابا قدور
- الطماع
- زغيربان
- عايشة وباندو
- تشرتش
- ياحسراه عليك
- بونقاب

ترك بعدها التأليف المسرحي وانضم إلى فرقة “باش طرزي” حيث كان يقوم بالأدوار الرئيسية فيها، وذلك من سنة 1934 إلى 1938، كما قدم عروضا مسرحية بدار الأوبرا مقتبسة من أعمال فرنسية وأحيانا من أفلام مثل ثقب في الجدار (un trou dans le mur) الذي حوله رشيد إلى "ثقب في الأرض (un trou par terre) و"قريبتي من فرسوفيا " (ma cousine de Varsovie) إلى "قريبي من إسطنبول "(mon cousin d’istamboul) حيث نجح بفضل روحه المرحة إلى تحويل هذه الاقتباسات بشكل يعزز الثقافة المحلية في الجزائر المستعمرة، مستعيدا في ذلك روح النقد والهجاء لعرائس القراقوز التي منعت السلطات الاستعمارية عرضها سنة 1840.
يقول عنه علالو:«إنه كوميدي كبيرو أستاذ في فن الارتجال، يحتل مكانة خاصة في مسرحنا»، كما يقول عنه باشتارزي:«إن قيمة الإبداع لديه لا تكمن في الحوارات التي تنام بين الورق التي تشكل بالنسبة إليه، خيوط أو محاور توجهه، ولكن في الحياة النشيطة وخياله كمؤلف بارع يعطيه القدرة على تكوين العبارات الناطقة لشخصيات المسرحية ووصف سلوكياتها الخارجية في حركاتها» والقسم الأكبر من تراثه المسرحي بقي ارتجالا ولم يجر تثبيته في نصوص مكتوبة، ورغم الآلام والمعاناة التي كابدها جراء مرض عضال، إلا أنه احتفظ بروح الدعابة وسرعة البديهة خلال مسيرته الفنية.